# Bartosz Heller
Bartosz Heller (ur. 3 lipca 1974 w Warszawie) – polski dziennikarz i komentator sportowy, syn wieloletniego kierownika wyszkolenia Polskiego Związku Piłki Siatkowej Władysława Hellera.

## Życiorys
Uczęszczał do VIII Liceum Ogólnokształcącego im. Władysława IV w Warszawie oraz na Wydział Prawa i Administracji Uniwersytetu Warszawskiego Uniwersytetu Warszawskiego. W latach 1998 – 2017 pracował w TVP. Zajmował się zwłaszcza siatkówką i skokami narciarskimi oraz wydawaniem serwisów informacyjnych. Był również reporterem, komentatorem i prezenterem. Jako reporter pracował na igrzyskach olimpijskich w Salt Lake City, Atenach, Turynie, Pekinie, Vancouver, Londynie, Soczi i Rio de Janeiro, ponadto pełnił obowiązki dziennikarskie na pięciu mistrzostwach w narciarstwie klasycznym oraz sześciu mistrzostwach świata w lotach narciarskich. Pisał dla „Magazynu Siatkówka”. W 2017 przeszedł do Polsatu Sport.
W 2009 r. zrealizował film dokumentalny dotyczący zmarłej siatkarki Agaty Mróz–Olszewskiej pt. Droga Agaty, który został nagrodzony „Laurem Honorowym” na 28. Międzynarodowym Festiwalu Filmów i Programów Sportowych w Mediolanie w kategorii film dokumentalny – reportaż i „Filmowym Laurem” podczas IV Międzynarodowego Festiwalu Filmów i Programów Sportowych Gdynia 2010 w kategorii film dokumentalny.
Wspólnie z Jackiem Banasikowskim zdobył tytuł mistrza Polski w futbolu stołowym dziennikarzy.